# 山下柚実
山下 柚実（やました ゆみ、1962年6月26日 - ）は、日本のノンフィクション作家、五感生活研究所代表。
東京都生まれ。早稲田大学第一文学部卒業。1994年『ショーン』で第1回小学館ノンフィクション大賞優秀賞を受賞する。エイズ問題、五感などをテーマに取材・執筆。元環境省「感覚環境のまちづくり」検討委員、江戸川区景観審議会委員、放送大学非常勤講師を務めた。

## 著書
- ルポ美容整形 身体加工のテクノロジー（三一書房、1991.11. ISBN 4380912353）
- ショーン 横たわるエイズ・アクティビスト（小学館、1994.11. ISBN 4093795118）
- 印度ミッドナイト・トリッパー Tokyo発五感の亜大陸行（情報センター出版局、1996.11. ISBN 4795822727）
- 死の距離 「病/エイズ」をめぐる経験（エー・ジー出版、1996.12. ISBN 4900874086）
- トレンドのゆくえ コラム・ノンフィクション45（洋泉社、1998.6. ISBN 4896913183）
- 五感喪失（文藝春秋、1999.11. ISBN 4163558209）
- 時代をノックする音 佐野元春が疾走した社会（毎日新聞社、1999.3. ISBN 4620312983）
- ぷっちんもちもち食感漫遊記（毎日新聞社、1999.9. ISBN 4620313564）
- 五感の故郷をさぐる（東京書籍、2001.5. ISBN 448779627X）
- 美容整形 「美しさ」から「変身」へ（2001.8、文春文庫plus ISBN 4167660245）
- 五感生活術 眠った「私」を呼び覚ます（2002.4、文春新書 ISBN 4166602403）
- 楽園の音色 写真・文（ピエ・ブックス、2002.1. ISBN 4894441845）
- おしゃべりなからだ 役立つ30パーツのこだわり美学&健康術（2003.8、医学通信社books ISBN 4870585006）
- 五感で楽しむ東京散歩（2003.5、岩波アクティブ新書 ISBN 4007000727）
- 〈五感〉再生へ 感覚は警告する（2004.9.、岩波書店 ISBN 400022848X）
- 都市の遺伝子 にっぽん五感探索遊行（2005.12、NTT出版ライブラリーレゾナント ISBN 4757150555）
- 春夏秋冬私をみがく五感ノート 触る・嗅ぐ・聴く・味わう・見るの楽しみかた（2005.2.、山海堂 ISBN 4381079922）
- 給食の味はなぜ懐かしいのか? 五感の先端科学（2006.7、中公新書ラクレ ISBN 4121502191）
- 脳がいきいき「五感力」の磨き方（2006.11、健学社 ISBN 4779700434）
- 五感力を育てるワークブック 触る・聞く・味わう・嗅ぐ・見る楽しく感じる50のメソッド（2007.2.、東山書房）ISBN 978-4827814354
- 客はアートでやって来る（2008.2.、東洋経済新報社 ISBN 978-4492501801）
- 年中行事を五感で味わう（2009.12、岩波ジュニア新書 ISBN 978-4005006458）
- 政治（田原総一朗（監修） 講談社 2011.7 ISBN 978-4062826860）
- 五感のチカラ（2012.6、福音社 ISBN 978-4780701760）
- なぜ関西のローカル大学「近大」が、志願者数日本一になったのか（2014.11、光文社 ISBN 978-4334978020）
- 広島大学は世界トップ100に入れるのか（2016.8 PHP研究所 ISBN 978-4569831244）
- なぜ「近大発のナマズ」はウナギより美味いのか?: "新しい魚"開発の舞台裏（2017.7 光文社 ISBN 978-4334979379）

共著
- それじゃあグッドバイ 平田豊・最後のメッセージ 児玉秀治共著　白夜書房　1994.8. ISBN 489367434X
- ビデオっ子の未来は? 土谷みち子・上野純子共著 日本子どもを守る会 2001.7 NCID BA82911579
- 「五感力」を育てる　斎藤孝共著　2002.10　中公新書ラクレ ISBN 4121500652
- 子どもを育てる五感スクール 感覚を磨く25のメソッド 岸尾祐二共著　東洋館出版社　2006.6 ISBN 4491021864
- 日経トレンディヒット商品航海記 日本人の消費はこう変わった　北村森共著　日本経済新聞出版社　2007.11. ISBN 978-4532313432
- 五感で楽しむまちづくり 豊かな暮らし・にぎわい・つながりの創造 編著 荒井眞一,内藤克彦著　学陽書房　2011.1. ISBN 978-4313814202
- 五感力は生きる力 第1-5巻 監修　鈴木出版　2012
  - 『第1巻 スゴイぞ!きみの五感力!』2012.1 ISBN 978-4790232513
  - 『第2巻 五感をめざめさせよう!』2012.2 ISBN 978-4790232520
  - 『第3巻 五感を生かして表現しよう!』2012.2 ISBN 978-4790232537
  - 『第4巻 五感をとおして仲よくなろう!』2012.3 ISBN 978-4790232544
  - 『第5巻 五感を開いて豊かに生きよう!』2012.3 ISBN 978-4790232551

## 参考
- 五感力は生きる力〈第４巻〉五感をとおして仲よくなろう！
- 五感生活研究所